# كنيسة الريفايفل العالمية

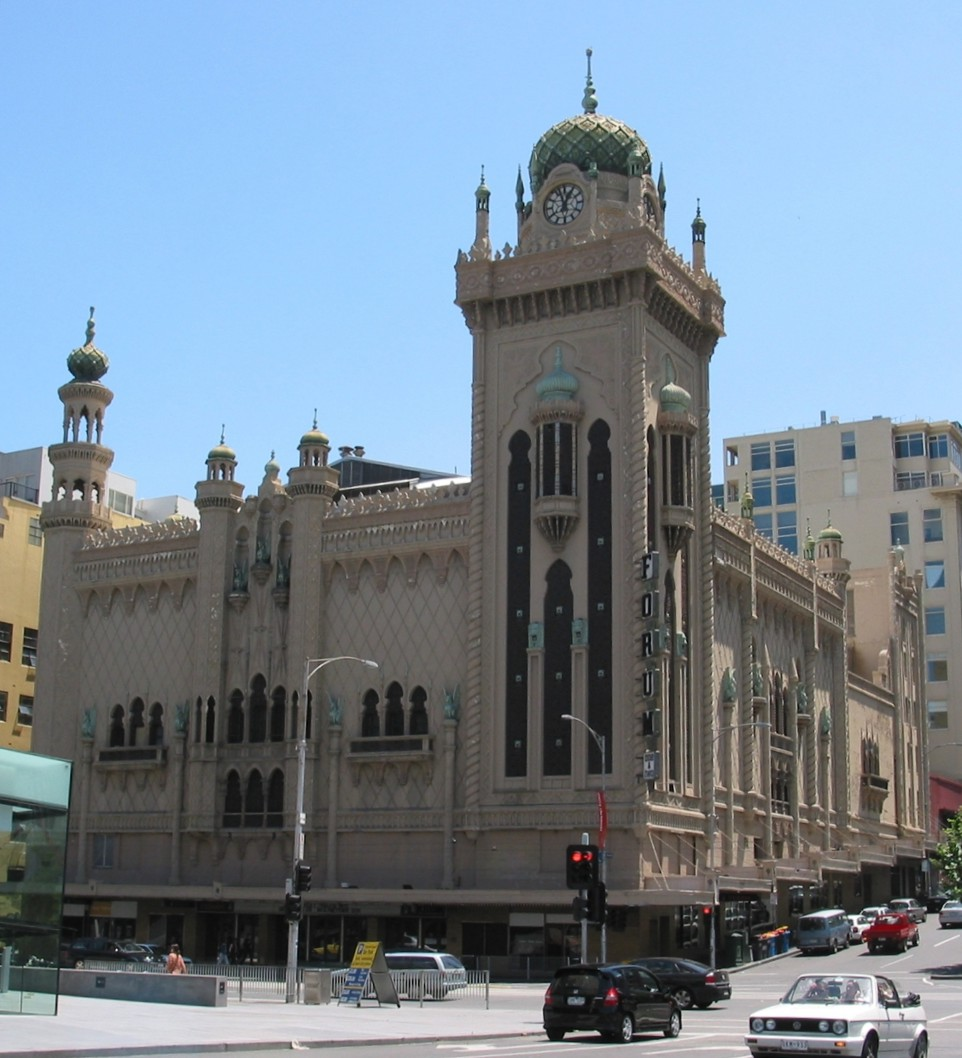
مسرح المنتدى، ملبورن، أستراليا.

كنيسة الريفايفل أو مركز الأحياء العالمي (بالإنجليزية: Revival Center International)‏ هي كنيسة تبشيرية انجيلية كاريزماتية. يقع مقرها الرئيسي في ملبورن، أستراليا. لديها ما يقرب من 300 مركز في 22 دولة بما في ذلك أستراليا ونيوزيلندا وكندا وفيجي وإيطاليا وكينيا وبابوا غينيا الجديدة وملاوي والمملكة المتحدة والولايات المتحدة الأمريكية

## لمحة تاريخية
نشأت كنيسة الريفايفل في أستراليا في مدينة ملبورن عام 1958 على يد راعي الكنيسة لويد لونجفيلد.
وتم ذلك عندما نال هذا الراعى اختبار معمودية الروح القدس وعلامتها صلاة الالسنة وهو عائد إلى منزله. بعد حضور اجتماع روحى مع بعض المؤمنين ومنهم من ممتليئى بالروح.

## انتشار الكنيسة
وبعدها ابتدأ يستضيف في منزله مؤمنين وكان يوعظهم برسالة الخلاص التي كان يلخصها في 3 خطوات عملية والتي استشهد بها من وعظة القديس بطرس في يوم الخمسين.
```
التوبة واختبار معمودية الروح القدس وعلامتها صلاة الالسنة، ومعمودية الكبار بالتغطيس، والسلوك حسب الروح. وممارسة مواهب الروح القدس. والشفاء الالهى من الأمراض والإدمان.
```

ابتدأ يعمد في بيته العشرات من المؤمنبن ومنهم العديد الذين نالو هذا الاختبار اختبار معمودية الروح القدس وعلامتها صلاة الالسنة بعد المعمودية بالماء واخر في اجتمعات الصلاة.
وكانت هذه الاجتماعات هي بداية الاجتماعات المنزلية التي تطورت وأصبحت اجتماع اسبوعى منظم له قائد معروف ويضم عدة احياء حسب المنطقة السكنية.
بعدها ابتدأت الكنيسة تؤجر قاعات لاجتماعاتها.
ثم ابتدأت في شراء قاعات خاصة بها. وأصبح لها برنامج اذاعى خاص بها.
اما الكنيسة فابتدات تكبر في اعداد المؤمنين وانتشرت في كل أستراليا وبعد ذلك ابتدأت تنتشر في العالم كله في أكثر من 14 دولة.
ويعتبر المؤمنين انفسهم لهم الفضل الأساسي في هذا الانتشار. من خلال استضافة الزوار والاصدقاء في اجتماعات المنازل أو الصلاة بوضع اليد لقبول اختبار معمودية الروح القدس وعلامتها صلاة الالسنة أو للشفاء من الأمراض والإدمان
ومن أكبر كنائس الريفايفل كنيسة سيدنى وجزيرة بابيونيجنى في شمال أستراليا وكنيسة ملاوى في أفريقيا.

## العقيدة المميزة لكنيسة الريفايفل
هي رسالة الخلاص التي ناد بها القديس بطرس في يوم الخمسين وهي
- التوبة (أي تغيير اتجا الفكر وأسلوب الحيا إلى حياة جديدة مقدسة)
- المعمودية بالماء وهي للكبار فقط وبالتغطيس
- معمودية الروح القدس ولها علامة مميزة وحيدة وهي الصلاة بالسنة أخرى.

## الاختلافات بين كنيسة الريفايفلوالكنائس الخمسينية
- يتم إدارة الاجتماع بهدوء شديد ولايسمح باى انفعال في الاجتماع مثل الترانيم الصاخبة والتلويح بالأيدى أو الرقص أو السقوط في الأرض.
- يتم التركيز على رسالة الخلاص في كل اجتماع حتى في اجتماعات المنازل. وتشجيع كل الزائرين من أول اجتماع لقبول الروح القدس ومعمودية الماء.
- يتم ممارسة كل مواهب الروح القدس (السنة-ترجمة-نبوات -شفاء..) في كل الاجتماع حتى اجتماعات المنازل

وبسبب وضوح رسالة الخلاص العملية.
وبسبب التنظيم والتخطيط التبشيرى لكنيسة الريفايفل.
وبسبب قبول العديد من الكنائس التقليدية (خاصة الكاثوليك) طريقة إدارة الاجتماع الهادئة.
انتشرت كنيسة الريفايفل انتشارا سريعا غير متوقع.
والعديد من المؤمنين نالوا معمودية الروح القدس وعلامتها بعلامة صلاة الالسنة واستمروا في كنائس كاريزماتية أخرى.

## تحديات
نالت كنيسة الريفايفل في البداية مقامومة شديدة من الكنائس التقليدية.
وذلك بسبب اعتبارعم ان صلاة الالسنة هي عمل شيطانى اعجازى وانضم لهذا الرأى شهوود يهوة.
ولكن بعد أن اكتسحت الحركة الكاريزماتية العالم. تراجعت الكنيسة الكاثوليكية عن هذا المعتقد بل على العكس خرجت منها كنيسة تسمى بالكنيسة الكاثوليكية الكاريزماتية الذين يؤمنون بصلاة الالسنة.
وما زالوا تحت سلطة الكنيسة التقليدية من كهنة واساقفة.
اما الكنيسة الأرثوذكسية اليونانية اعترفت باللاسنة كموهبة روحية من مواهب الروح القدس ودليل على قبول الروح القدس ولكنها لا تعترف بانها الطريق الوحيد لقبول الروح القدس.
اما بقية الكنائس التقليدية وعلى رأسهم الكنيسة الارثودوكسية القبطية ما زالت تلمح وتتهم ان صلاة الالسنة هي عمل شيطانى بحت.
تعتبر الحركة الكاريزماتية هي الممهد الأول لكنيسة الريفايفل بعد أن شاهدت كنيسة الريفايفل عدة سنوات من مقامومة الكاثوليك.
ويقول أحد رعاة الكنيسة. انه في بدأة الكنيسة كان من النادر ان نجد شخصا يسمع عن الالسنة.
ولكن الآن معظم المسيحيين سمعوا عن الالسنة ولكن باراء مختلفة.
وتشترك الكنيسة الريفايفل الكنيسة الرسولية الأولى في شرط التكلم بالالسنة أو الصلاة بالسنة كعلامة مادية انجيلية لقبول الروح القدس.
وتختلف مع كناءس الكاريزماتيك والكنائس الخمسينية في الفصل بين قبول الروح القدس والامتلاء بالروح القدس وان القبول ياتى بقبول المسيح مخلص اما الامتلاء بالروح القدس هو ياتى بمعمودية الروح القدس وعلامته الصلاة بالالسنة.
وهذا ما تنفيه الكنيسة الريفايفل وتعتبر ان اختبار
قبول الروح القدس أو الامتلاء بالروح القدس أو الختم بالروح القدس. هو اختبار واحد يحدث مرة واحدة مشروط بعلامة دائمة هي الصلاى بالالسنة وتبقى مع المؤمن دائما.

## الانشقاقات
تم بعض الانشقاقات في كنيسة الريفايفل وكان اشدهم في عام 1995
وكان هذا الانشقاق بسبب طرد الكنيسة لبعض الشباب الذين مارسوا الخطية مع بعض الفتيات.
فابتدا يحدث مجادلة حول نقطة قبول التائب إلى الكنيسة.
اصرت كنيسة الريفايفل على ان بعض الخطايا ومنها ممارسة الجنس بدون زواج يجب طرد الاخ الخاطئ من الكنيسة نهائيا وهذا مما جعل العديد من الرعاة والمؤمنين ان ينشقوا عنهم واعتبروا ان الخاطئ التائب يجب قبوله مهما كانت خطيئته.
واطلقوا اسم الريفايفل فيللو على كنيستهم الجديدة
و هي بنسبة 99% متمسكين بكل عقائد الريفيفل ورسالة الخلاص.
وأسلوب الاجتماعت ولكن يختلفوا عنهم في قبولهم الخاطئ التائب معهما كانت خطيئته.

## روابط خارجية
موقع كنيسة الريفايفل العالمية